# Pacto Tripartito
El Pacto Tripartito, también conocido como el Pacto del Eje, fue un pacto firmado en Berlín el 27 de septiembre de 1940 por Saburō Kurusu, Adolf Hitler y Galeazzo Ciano, representando al Imperio de Japón, la Alemania nazi y el Reino de Italia, respectivamente. Este pacto constituyó una alianza militar entre estas naciones, y oficialmente se conformaron las Fuerzas del Eje, opuestas a las Fuerzas Aliadas en la Segunda Guerra Mundial. 
En los siguientes meses, los reinos de Bulgaria, Hungría, Rumania y Yugoslavia se adhirieron al pacto —los tres primeros para recibir territorio en los Balcanes, y el último para evitar ser invadido—. La República Eslovaca también se adhirió al Pacto tras la desmembración de Checoslovaquia.

## Justificación
El Reino de Italia y la Alemania Nazi habían iniciado campañas militares contra los aliados. Asimismo el Imperio de Japón solamente había ocupado pacíficamente a la Indochina francesa, luego de presionar a las autoridades francesas coloniales que no podían contar con ayuda alguna de la metrópoli (invadida por la Wehrmacht desde el mes de junio). Hasta entonces, la potencia colonial de Asia, el Reino Unido, había destinado unidades militares en pequeño número para la protección de sus colonias, en parte porque la mayoría de sus tropas ya estaban muy ocupadas luchando contra Alemania. Solamente los Estados Unidos habían estado preparándose para hacer frente a la amenaza militar nipona, pero no estaban preparados para afrontar una guerra en dos frentes, es decir, contra Alemania y Japón de modo simultáneo.
El Pacto Tripartito reconocía las esferas de influencia de los tres miembros originales, promovía la cooperación entre sus miembros para establecer un nuevo orden mundial y para fomentar la prosperidad y bienestar de sus pueblos. El Pacto también ordenaba a sus miembros apoyar, por todos los medios posibles, a un miembro que fuera atacado por una potencia externa, exceptuando a las que ya estaban en guerra, en este caso Francia y el Reino Unido. Con esta última condición, Japón no estaba obligado a atacar a las colonias asiáticas del Reino Unido, aunque finalmente lo hizo en diciembre de 1941. Por una solicitud específica de Japón, la Unión Soviética no fue incluida en la lista de las potencias atacantes, por lo que cuando Alemania invadió este país, Japón no tuvo obligación formal de unirse a la agresión alemana. De esta manera, la principal potencia afectada en la práctica por el Pacto Tripartito eran los Estados Unidos, ya que si entraba en guerra con Japón, debería prepararse para luchar en Europa y Asia al mismo tiempo.

## Texto del Pacto

### El Pacto Tripartito entre Japón, Alemania e Italia, 1940
Los gobiernos de Japón, Alemania e Italia consideran como prerrequisito para una paz duradera que toda nación del mundo reciba el espacio sobre el que tiene derecho. Por lo tanto, estas naciones han decidido respaldar y cooperar una con otra en sus esfuerzos en Europa y la Gran Asia Oriental respectivamente. El principal propósito de esto es establecer y mantener un nuevo orden de las cosas, planeado para promover la prosperidad mutua y el bienestar de los pueblos involucrados. Además, es el deseo de los tres gobiernos de extender la cooperación a naciones en otras esferas de influencia que estén inclinadas a dirigir sus esfuerzos a través de vías similares a las suyas con el propósito de realizar su último objetivo, la paz mundial. Entonces, los gobiernos de Japón, Alemania e Italia han acordado:
ARTÍCULO 1: Japón reconoce y respeta el liderazgo de Alemania e Italia en el establecimiento de un nuevo orden en Europa.
ARTÍCULO 2: Alemania e Italia reconocen y respetan el liderazgo de Japón en el establecimiento de un nuevo orden en la Gran Asia Oriental.
ARTÍCULO 3: Japón, Alemania e Italia están de acuerdo en cooperar en sus esfuerzos en las líneas discutidas. Ellas se asistirán mutuamente con todos los medios políticos, económicos y militares si una de las naciones firmantes es atacada por una potencia que actualmente no esté involucrada en el conflicto europeo o en el conflicto sino-japonés.
ARTÍCULO 4: Con miras a aplicar el Pacto, comisiones técnicas, designadas por los respectivos gobiernos de Japón, Alemania e Italia, deben reunirse sin demora.
ARTÍCULO 5: Japón, Alemania e Italia afirman que los acuerdos no afectan en ninguna manera el estatus político actual entre cada una de las potencias firmantes y la Rusia soviética.
ARTÍCULO 6: El presente pacto será válido inmediatamente después de su firma y permanecerá así por diez años desde la fecha en que se volvió efectivo. Antes de la expiración de ese término, las Potencias firmantes podrán, por petición de una de estas, entrar en negociaciones para renovar el pacto.

## Adhesiones de los Estados satélites

### Hungría
Hungría solicitó poder firmar el Pacto al poco de crearse este, por una confusión en la que el periódico Deutsche Allgemeine Zeitung indicó que el ministro de Asuntos Exteriores alemán Joachim von Ribbentrop había expresado la expectativa alemana de que los Estados favorables a Alemania se adherirían al Pacto, cuando, en realidad, solo había mostrado su disposición a admitirlos sin darles un rol principal. Alemania no dio una respuesta inmediata. 
Hungría consideraba que la firma podía reportar beneficios al país sin imponerle grandes exigencias. No solamente no quedaban estas claras en el texto del Pacto, sino que este era claramente no ofensivo y podía servir al gobierno de Horthy tanto para retirar el apoyo alemán a los movimientos extremistas en Hungría como para reforzar sus demandas territoriales exteriores y mantener las ventajas logradas en el reciente arbitraje de Viena.
La firma se llevó a cabo el 20 de noviembre de 1940, cuando ya los alemanes contaban con más candidatos para sumarse al acuerdo, aunque concedieron a los húngaros de ser la primera nación en firmarlo tras los fundadores. Voces de destacados políticos húngaros de la oposición se alzaron en el parlamento contra la decisión de rubricar el pacto -que fue siempre interpretado según la voluntad alemana y no húngara- pero sin resultado.

### República Eslovaca
La República Eslovaca, uno de los satélites más fieles a Alemania, con su tratado de protección firmado a los pocos días de la proclamación de la independencia del país bajo tutela alemana, se apresuró a adherirse al Pacto. El 24 de noviembre de 1940 los representantes eslovacos lo firmaban.

### Bulgaria

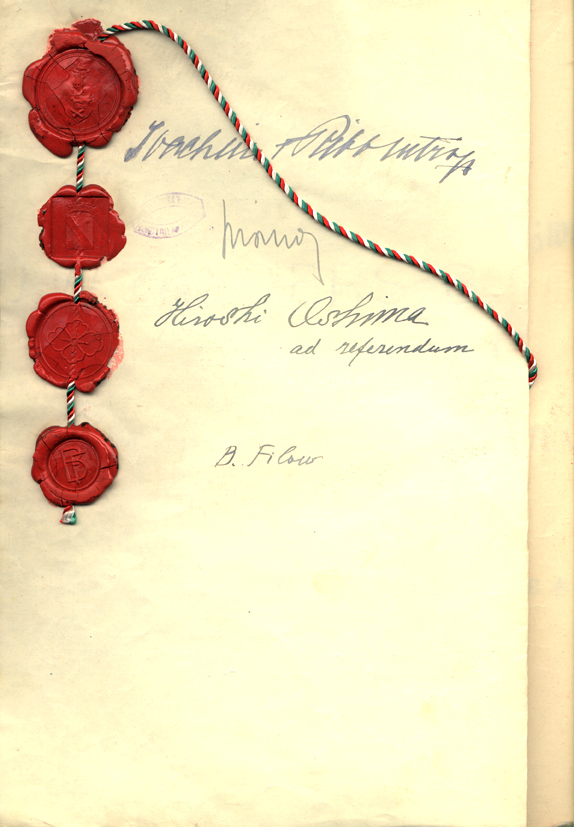
Documento del Pacto Tripartito firmado por Bulgaria (rúbrica del primer ministro Bogdan Filov).

Tras el fracaso de la invasión de Grecia por los italianos en octubre de 1940, Hitler decide ayudar a su aliado para impedir que los británicos se asienten en el continente y pongan en peligro su abastecimiento de petróleo rumano. Para alcanzar Grecia, el III Reich necesita la colaboración de Bulgaria (que debió entregar su litoral mediterráneo a los griegos tras la Primera Guerra Mundial). A pesar de los deseos de los soviéticos de mantener a las tropas alemanas fuera de Bulgaria, expresados durante enero y febrero de 1941, los alemanes alcanzaron un acuerdo con los búlgaros, que firman el Pacto el 1 de marzo de 1941 Los soviéticos fueron avisados por los alemanes solo dos días antes de la adhesión búlgara.

### Yugoslavia
Para asegurar su flanco derecho durante la invasión de Grecia y forzar la elección de bando de los yugoslavos, que trataban de mantenerse neutrales en el conflicto mundial, Hitler exigió a Yugoslavia su adhesión al Pacto Tripartito (22 de marzo de 1941). Tras intentar evitarlo, el regente Pablo de Yugoslavia cedió, tratando de evitar así mayores concesiones, como el paso de tropas por el país. 
El 25 de marzo de 1941 el primer ministro y el ministro de Asuntos Exteriores firman el Pacto. El gesto quedaba invalidado, sin embargo, por el golpe de Estado del 27 de marzo, de tintes claramente favorables a los aliados, a pesar de las promesas del nuevo gobierno de mantener el compromiso suscrito. El cambio de gobierno lleva a Hitler a decidir la invasión de Yugoslavia, sin informar a la URSS, que estaba a punto de firmar un tratado de no agresión con el nuevo gobierno establecido en Belgrado, a la vez que aseguraba a los alemanes el carácter amistoso de este hacia el Eje.

### Croacia
Tras resultar triunfante la invasión alemana de Yugoslavia en abril de 1941, se estableció el Estado Independiente de Croacia como gobierno títere patrocinado por el Tercer Reich y la Italia fascista. Dicho Estado se adhirió al Pacto Tripartito el 15 de junio de 1941.

## Países invitados que no lo suscriben

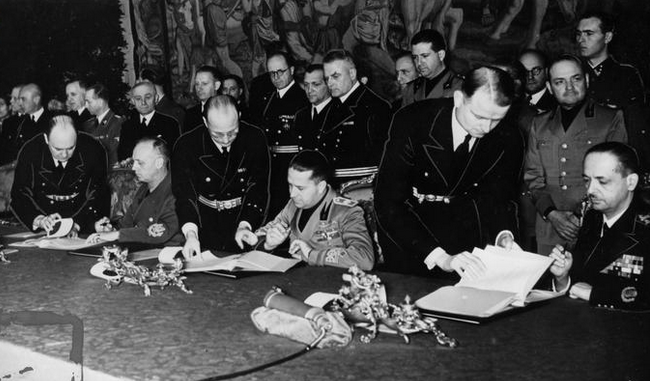
La firma del Pacto Tripartito por István Csáky (extrema derecha), Ministro de Asuntos Exteriores de Hungría en Viena. De derecha a izquierda: Istvan Csáky, Galeazzo Ciano, Joachim von Ribbentrop y Saburō Kurusu.

### España
El 13 de septiembre de 1940 el ministro de Asuntos Exteriores de España, Ramón Serrano Súñer, parte hacia Alemania acompañado de una serie de personas inclinadas en favor del nacionalsocialismo dentro de la España franquista. En este séquito figuran Demetrio Carceller Segura junto con Miguel Primo de Rivera, Dionisio Ridruejo, Antonio Tovar, Manuel Halcón y Manuel de Mora-Figueroa. Esta comisión analiza las intenciones alemanas de suplantar la influencia que Francia e Inglaterra ejercían en España, señalando que España no había luchado para escapar a una dependencia y venir ahora a caer en otra. Su opinión influye en la entrevista entre Serrano Súñer y Joachim von Ribbentrop celebrada el 27 de septiembre, que concluye con la no adhesión de España al Pacto Tripartito. España mantiene así la no-beligerancia y continúa sosteniendo relaciones diplomáticas con Gran Bretaña y los Estados Unidos.

### Finlandia
La Alemania nazi había expresado su deseo de que Finlandia se adhiriese al Pacto Tripartito ya en 1940, considerando que dicho Estado podría ser un aliado valioso en la planificada invasión de la Unión Soviética, y de hecho Finlandia colaboró con el ataque alemán contra la URSS a partir de 25 de junio de 1941 en lo que el gobierno finés designó como la Guerra de Continuación contra los soviéticos. No obstante que Finlandia se adhirió al Pacto Antikomintern en noviembre de 1941, hasta el fin de la guerra rehusó requerimientos del Tercer Reich para unirse al Pacto Tripartito, considerando que los objetivos políticos y militares fineses no eran iguales a los de Alemania, y con el fin de mantener relaciones diplomáticas al menos con los Estados Unidos (en tanto Gran Bretaña había declarado la guerra a Finlandia apenas empezó el ataque contra los soviéticos).

## Fin del Pacto
Luego de la invasión aliada de Sicilia, el gobierno italiano inició las negociaciones con los Aliados para firmar un armisticio. En efecto, el primer miembro del Pacto en abandonarlo fue el Reino de Italia en 1943 pues la República Social Italiana de Mussolini, que mantuvo formalmente el Pacto por parte italiana, en la práctica era un régimen por completo dependiente de la Alemania nazi. Entre agosto y septiembre de 1944, Bulgaria y Rumania fueron invadidas por el Ejército Rojo y para evitar una segura derrota se volvieron aliadas de la Unión Soviética, desligándose del Pacto. Hungría también intentó cambiar de bando, pero fue ocupada militarmente por Alemania en octubre de 1944, aunque semanas después fue también invadida por el Ejército Rojo, al igual que Eslovaquia. Con la derrota de Alemania en mayo de 1945, Japón fue el único miembro del Pacto que quedó, y como este era un pacto de cooperación, dejó de tener validez en la práctica.